# Mesontoplatys malzyi
Mesontoplatys malzyi är en skalbaggsart som beskrevs av Renaud Maurice Adrien Paulian 1939. Mesontoplatys malzyi ingår i släktet Mesontoplatys och familjen Aphodiidae. Inga underarter finns listade i Catalogue of Life.